# Den fortsatta Reformerta kyrkan i Nederländerna
Den Fortsatta Reformerta kyrkan i Nederländerna (de Voortgezette Gereformeerde Kerken in Nederland, VGKiN) är ett kalvinistiskt trossamfund, bildat den 8 maj 2004 av sju församlingar tillhörande Reformerta kyrkan i Nederländerna, i protest mot dennas uppgående i Nederländernas Protestantiska Kyrka en vecka tidigare.
VGKiN har 2 158 medlemmar.